# رياض السنباطي
رياض السنباطي (30 نوفمبر 1906 – 10 سبتمبر1981) موسيقار وملحن مصري، أحد أبرز الموسيقيين العرب، والمتميز بتلحين القصيدة العربية. بلغ عدد مؤلفاته الغنائية 539 عملًا في الأوبرا العربية والأوبريت والاسكتش والديالوغ والمونولوج والأغنية السينمائية والدينية والقصيدة والطقطوقة والمواليا. وبلغ عدد مؤلفاته الموسيقية 38 قطعة، وبلغ عدد شعراء الأغنية الذين لحن لهم 120 شاعرًا، أبرز من غنوا من تلحينه أم كلثوم، ومنيرة المهدية، وفتحية أحمد، وصالح عبد الحي، ومحمد عبد المطلب، وعبد الغني السيد، وأسمهان، وهدى سلطان، وفايزة أحمد، وسعاد محمد، ووردة، وميادة الحناوي ونجاة، وسميرة سعيد، وابتسام لطفي وطلال مداح، وعزيزة جلال التي قدم لها مجموعة من الأغاني العاطفية ولحن لها آخر عمل فني له: قصيدة الزمزمية وقصيدة «من أنا؟» وقصيدة أشواق لميادة الحناوي لتكون بذالك عزيزة جلال آخر فنانة تقدم أعمال رياض السنباطي.

## نشأته
ولد رياض محمد السنباطي في 30 نوفمبر 1906 في مدينة فارسكور التابعة لمحافظة دمياط بشمال دلتا مصر، وكان والده مقرئ تعود الغناء في الموالد والأفراح والأعياد الدينية في القرى والبلدات الريفية المجاورة، وتتفتح أذنا الفتى الصغير على أبيه وهو يعزف على العود، ويغني الغناء الأصيل والتواشيح الدينية، فلما بلغ التاسعة من عمره، ضبطه والده عند جارهم النجار هاربا من المدرسة، يضرب على العود ويغني بصوته أغنية «الصهبجية» لسيد درويش فطرب لصوته، وقرر أن يصطحبه معه للغناء في الأفراح، وكان ذلك خاتمة عهد عصر سلامة حجازي وفاتحة عصر سيد درويش، كانت لمصر دنياها، وللأرياف دنياها، لكن بداية ظهور الأسطوانة والفونوغراف سنة 1904 مكنت الصلة بينهما، فاستمع الفتى الصغير إلى عبد الحي حلمي ويوسف المنيلاوي وسيد الصفطي وأبو العلا محمد وتتلمذ على أيديهم من دون أن يراهم، إلا أنه ظل دائما مدينا لوالده الشيخ محمد الذي قام بتعليمه تراث الموسيقى العربية، ومن بينها أغنيات لمحمد عثمان وعبده الحامولي. لم تطل إقامة الشيخ السنباطي الكبير في فارسكور، فنزح إلى مدينة المنصورة عاصمة الدقهلية وألحق ابنه بأحد الكتاتيب، ولكنه لم يكن مقبلا على الدرس والتعليم بقدر إقباله وشغفه بفنون الموسيقي العربية والغناء.

### البداية الموسيقية
أصيب وهو في التاسعة من عمره بمرض في عينه، حال بينه وبين الاستمرار في الدراسة، وهو ما دفع والده إلى التركيز على تعليمه قواعد الموسيقي وإيقاعاتها. وقد أظهر رياض استجابة سريعة وبراعة ملحوظة، فاستطاع أن يؤدي بنفسه وصلات غنائية كاملة، وأصبح هو نجم الفرقة ومطربها الأول وعرف باسم «بلبل المنصورة»، وقد استمع الشيخ سيد درويش لرياض فأعجب به إعجابا شديدًا وأراد أن يصطحبه إلى الإسكندرية لتتاح له فرص أفضل، ولكن والده رفض ذلك العرض بسبب اعتماده عليه بدرجة كبيرة في فرقته.

### احترافه الموسيقى
وفي عام 1928 كان قرار الشيخ السنباطي الأب بالانتقال إلى القاهرة مع ابنه، الذي كان يرى أنه يستحق أن يثبت ذاته في الحياة الفنية، مثله مثل أم كلثوم التي كان والدها صديقا له قبل نزوحه إلى القاهرة. في ذلك العام بدأ السنباطي مرحلة جديدة من حياته لا يمكن وصفها بالسهولة. وإزاء تلك الصعوبات كانت رغبته في إثبات ذاته، وسط مناخ المنافسة الشديد ولهذا وفي تواضع جم وإنكار لذاته ولقدراته، وامتثالًا لواقع الأمور تقدم بطلب لمعهد الموسيقى العربية، ليدرس به فاختبرته لجنة من جهابذة الموسيقى العربية في ذلك الوقت، إلا أن أعضاءها أصيبوا بنوع من الذهول، حيث كانت قدراته أكبر من أن يكون طالبًا لذا فقد أصدروا قرارهم بتعيينه في المعهد أستاذا لآلة العود والأداء. ومن هنا بدأت شهرته واسمه في البروز في ندوات وحفلات المعهد كعازف بارع. ولم تستمر مدة عمله بالمعهد إلا ثلاث سنوات، قدم استقالته بعدها حيث كان قد اتخذ قراره بدخول عالم التلحين، وكان ذلك في مطلع الثلاثينيات من القرن الماضي عن طريق شركة أوديون للاسطوانات التي قدمته كملحن لكبار مطربي ومطربات الشركة ومنهم عبد الغني السيد، ورجاء عبده، ونجاة علي، وصالح عبد الحي.

## علاقته بأم كلثوم

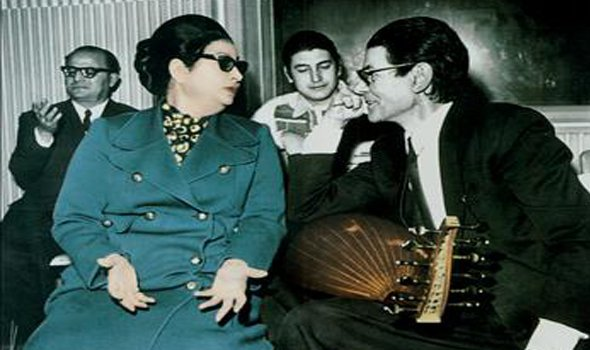
رياض السنباطي مع أم كلثوم

مع تطور أسلوب السنباطي وسطوع نجم ام كلثوم في منتصف الثلاثينيات، سهل لهما التلاقي. وكانت البداية بأغنية «على بلد المحبوب وديني»، التي قدمت عام 1935 ولاقت نجاحا كبيرا. لينضم السنباطي إلى جبهة الموسيقى الكلثومية التي كانت تضم القصبجي وزكريا أحمد. إلا أن السنباطي كان مميزًا عن الآخرين فيما قدمه من ألحان لأم كلثوم بلغ عددها نحو 90 لحنًا.
في أحد لقاءاته الصحافية روى رياض لقاءه بأم كلثوم فقال: بعد سبعة عشر عامًا من لقائنا الأول في قرية (درين ) إحدى قرى الدقهلية، التقيت بالفتاة أم كلثوم مرة أخرى، بعد أن كان صيتها قد ملأ الآفاق في القاهرة. وقتها كنت أحسد الذين يلحنون لها وكانت تتحرك في أعماقي ملكة التلحين، تعبيرا عن عواطف جياشة يعيشها الشاب في مثل سني».. كنت أقيم في شقة وحدي وطلبت تليفون كي يسهل علي أعمالي واتصالاتي، وفي اليوم الأول الذي دخل فيه التليفون إلى الشقة، سمعت أغنية لأم كلثوم من الراديو، فتذكرت تعارفنا في محطة الدلتا. وكنت قد عرفت رقم تليفونها من الإذاعة فاتصلت بها، وعندما ذكرت لها اسمي تذكرت بأن والدها الشيخ إبراهيم كان يغني مع والدي في الأفراح، ودار بيننا حديث قصير قالت لي في نهايته «ابقي خلينا نشوفك يا أستاذ رياض، مادام أنت في مصر وأنا في مصر».
وبعد أغنية «على بلد المحبوب وديني»، لحن رياض لأم كلثوم «النوم يداعب عيون حبيبي»، كلمات أحمد رامي. والتي أعجبت بها أم كلثوم وقدمته في حفلها الشهري على مسرح قاعة ايوارت التذكارية بالجامعة الأمريكية بالقاهرة. وكان حفلا مذاعا، ويعتبر من المنعطفات في حياة أم كلثوم والسنباطي معا. وظل رياض يمد أم كلثوم بألحانه وروائعه، حيث وجد رياض في صوت أم كلثوم ضالته المنشودة، فبقدراتها الصوتية غير المحدودة وبإعجازها غنت ألحانه فأطربت وأبدعت.
أغنية «رسالة إلى جمال عبد الناصر» غنتها أم كلثوم، في ليلة وفاة جمال عبد الناصر، كتب هذه القصيدة نزار قباني ولحنها مباشرة رياض السنباطي.

### الأطلال
أغنية الأطلال من كلاسيكيات الموسيقى العربية وهي الأغنية التي اعتبرها النقاد تاج الأغنية العربية وأروع أغنية عربية في القرن العشرين، كما يعدها الكثيرون أجمل ما غنت أم كلثوم وأروع ما لحن السنباطي، وغنتها أم كلثوم عام 1966 وهي أجزاء من قصيدة الأطلال الأصلية بالإضافة إلى أجزاء من قصيدة الوداع للشاعر إبراهيم ناجي،
و لم تكن تلك هي المرة الوحيدة التي تدمج فيها أم كلثوم أجزاء قصيدتين في أغنية واحدة، فقد فعلتها في أغنية حديث الروح والتي لحنها السنباطي أيضا حينما أدمجت أجزاء من قصيدة شكوى مع أجزاء أخرى من قصيدة إجابة الشكوى للشاعر محمد إقبال.
ويذكر أن إبراهيم ناجي مؤلف قصيدة الأطلال تعب في إقناع أم كلثوم بغنائها وهو حي يرزق حتى نجح في مسعاه لكن ظروف اندلاع ثورة يوليو حالت دون غنائها.

### أعماله لأم كلثوم
رغم أن البعض يرى أن السنباطي لحن 203 أغنية لأم كلثوم، لكن إحصائية أكثر دقةٍ اعتمادأً على كتاب «السبعة الكبار في الموسيقى العربية» للدكتور فكتور سحاب، إضافة إلى مصادر أخرى،
```
تبين أنه لحن لأم كلثوم حوالي 95 أغنية بدأت بأغنية «لما أنت ناوية تهاجريني» عام 1936، إلى أغنية «القلب يعشق كل جميل» عام 1972. وكانت أم كلثوم قد أعادت تسجيل أغنية «على بلد المحبوب» التي لحنها السنباطي 
لعبده السروجي
 عام 1935.
```

- السنباطي مع أحمد رامي:

تعتبر ثنائية الشاعر أحمد رامي مع أم كلثوم هي الأطول بين الثانئيات الكلثومية، وقد بدأت بإعادة أم كلثوم تسجيل أغنية «على بلد المحبوب» لعبده السروجي عام 1935، ثم قدّم رامي والسنباطي لأم كلثوم 35 أغنية، هي: اجمعي يا مصر، اذكريني، أصون كرامتي، أغار من نسمة الجنوب، افرح يا قلبي، أقبل الليل، أوبريت عايدة (الجزء الثاني)، الشمس مالت للمغيب، بين عهدين، جددت حبك ليه، ح أقابله بكرة، حيرت قلبي معاك، حيوا الربيع، دليلي احتار، ذكريات، أغنية رباعيات الخيام، سهران لوحدي، مصر التي في خاطري، عودت عيني، غلبت أصالح في روحي، غنى الربيع، فاكر لما كنت جنبي، قضيت حياتي، كيف مرت على هواك القلوب، لما أنت ناوية تهاجريني، نشيد الشباب، النوم يداعب عيون حبيبي، هجرتك، هلت ليالي القمر، الورد فتح، يا شباب النيل، يا طول عذابي، يا ظالمني، ياللي كان يشجيك أنيني، يا ليلة العيد.
- السنباطي مع أحمد شوقي:

لحن السنباطي جميع القصائد التي غنتها أم كلثوم من شعر أحمد شوقي، ومجموعها 10 قصائد، وبدأ تقديم مجموعة من تلك القصائد عام 1946، وهي سلوا كؤوس الطلا، سلوا قلبي، السودان، نهج البردة، ولد الهدى. ثم تلتها مجموعة من القصائد في الأعوام التالية، وهي: اتعجل العمر، إلى عرفات الله، بأبي وروحي الناعمات، الملك بين يديك، النيل (من أي عهد).
- السنباطي مع بيرم التونسي: التقى السنباطي مع بيرم التونسي عبر صوت أم كلثوم عام 1947 في فيلم فاطمة في أغنية «ظلموني الناس»، لكنه لحن بعد ذلك جميع الأغاني التي غنتها أم كلثوم من شعر بيرم، باستثناء أغنية «بالسلام إحنا بدينا» (لحن محمد الموجي)، وهو صحيح الهوى غلاب (لحن زكريا أحمد). وقد لحن السنباطي لأم كلثوم من شعر بيرم هذه الأغاني: بطل السلام، بعد الصبر ما طال، الحب كده، شمس الأصيل، صوت السلام، ظلموني الناس، القلب يعشق كل جميل، يا سلام على عيدنا، يا جمال يا مثال الوطنية.[8]

رياض السنباطي في أحد اللقاءين اللذين أجراهما مع تلفزيون الكويت عام 1980.

- السنباطي مع عبد الفتاح مصطفى:

لحن السنباطي من شعر عبد الفتاح مصطفى حوالي 8 أغان، هي: أقولك إيه عن الشوق، توبة (تائب تجري دموعه ندمًا)، الزعيم والثورة، طوف وشوف، لسه فاكر، لا يا حبيبي (ليلي ونهاري)، منصورة يا ثورة أحرار، يا حبنا الكبير.
- السنباطي مع طاهر أبو فاشا:

لحن لأم كلثوم 5 قصائد من شعر طاهر أبو فاشا هي: عرفت الهوى، على عيني، نشيد الطيران (في جبين السماء)، نشيد الجيش (مشى المجد في يومه)، يا صحبة الراح.
- السنباطي مع عبد الوهاب محمد:

لحن لأم كلثوم 4 أغان من تأليف عبد الوهاب محمد: حسيبك للزمن، شعب العراق الحر ثار، حولّنا مجرى النيل، قوم بإيمان وبروح وضمير.
- لحن لأم كلثوم 3 أغانٍ لكلٍ من:

محمود حسن إسماعيل بغداد يا قلعة الأسود، الصباح الجديد، وفق الله على النور خطانا.
صالح جودت الثلاثية المقدسة، قم واسمعها من أعماقي، يا شباب الثورة.
- لحن لأم كلثوم أغنيتين لكلٍ من:

أحمد العدواني: أرض الجدود، يا دارنا يا دار.
إبراهيم ناجي: الأطلال، أنشودة مصر.
عبد الله الفيصل: ثورة الشك، من أجل عينيك.
صلاح جاهين: راجعين بقوة السلاح، ثوار ولآخر مدى ثوار.
- لحن أغنية واحدة لكلٍ من:

أبو فراس الحمداني (أراك عصي الدمع)، عبد المنعم السباعي (أروح لمين)، أحمد شفيق كامل (باسم مين)، محمد إقبال (حديث الروح)، علي أحمد باكثير (قالوا أحب القس سلّامة)، أحمد فتحي (قصة الأمس)، عزيز أباظة (قصة السد)، حافظ إبراهيم (مصر تتحدث عن نفسها)، محمود الماحي (من أطلع الفجر الجديد)، نزار قباني (والدنا جمال عبد الناصر).

## أسلوبه
وقد تأثر السنباطي في بداية تلحينه للقصيدة بالمدرسة التقليدية، كما تأثر بأسلوب زكريا أحمد، وأخذ رياض عن عبد الوهاب الطريقة الحديثة التي ادخلها على المقدمة الموسيقية، حيث استبدل بالمقدمة القصيرة أخرى طويلة، كما كان من أوائل الموسيقين الذين ادخلوا آلة العود مع الاوركسترا، ويري المؤرخون الموسيقيون أن ملامح التلحين لدى السنباطي قبل عام 1948 اعتمدت على الإيقاعات العربية الوقورة، والبحور الشعرية التقليدية الفسيحة، والكلمة الفصحى التي تقتضي في الإجمال لحنا مركزا، والسكك المقامة الراسخة البعيدة عن المغامرة، لكن كثيرا من ألحان السنباطي قبل 1948 كانت تنم منها أعراض التأثر المباشر الصريح، بمن عملوا معه من كبار الملحنين، فانصرف إلى أسلوبه الخاص يعلي صرحه لبنة لبنة، حتى اختلط الأسلوب الكلثومي في الغناء بالأسلوب السنباطي في التلحين، وأمكن لرياض أن يقول: «قصة حياتي هي أم كلثوم».

## علاقته بالسينما
علاقة السنباطي بالفن لم تنحصر في الموسيقى والتلحين فقط، فقد قدم في عام 1952 فيلم حبيب قلبي شاركته بطولته الفنانة هدى سلطان وكان من إخراج المخرج حلمي رفلة، وعلى الرغم من نجاح الفيلم[بحاجة لمصدر] إلا أن السنباطي الذي قدم فيه مجموعة من الأغنيات التي أعجبت الجمهور، لم يفكر في تكرار التجربة، من دون إفصاح عن الأسباب إلا انه قال : «لم أجد نفسي في التمثيل فاللحن هو عالمي».

## تكريمه
- وسام الفنون من الرئيس الراحل جمال عبد الناصر عام 1964
- وسام الاستحقاق من الطبقة الأولى من الرئيس محمد أنور السادات
- جائزة المجلس الدولي للموسيقى في باريس عام 1964
- جائزة الريادة الفنية من جمعية كتاب ونقاد السينما عام 1977
- جائزة الدولة التقديرية في الفنون والموسيقى
- الدكتوراه الفخرية لدوره الكبير في الحفاظ على الموسيقى، من أكاديمية الفنون، 1977.
- جائزة اليونسكو من جناحها العربي وكان الوحيد عن العالم العربي ومن بين خمسة نالوها عام 1977.[10]
- عضوا لنقابة المهن الموسيقية
- عضوا في جمعية المؤلفين بفرنسا
- عضوا للجنة الموسيقي بالمجلس الأعلى للفنون والآداب
- عضوا لجمعية المؤلفين والملحنين

## روابط خارجية
- رياض السنباطي على موقع IMDb (الإنجليزية)
- رياض السنباطي على موقع ميوزك برينز (الإنجليزية)
- رياض السنباطي على موقع ديسكوغز (الإنجليزية)